# アンシ

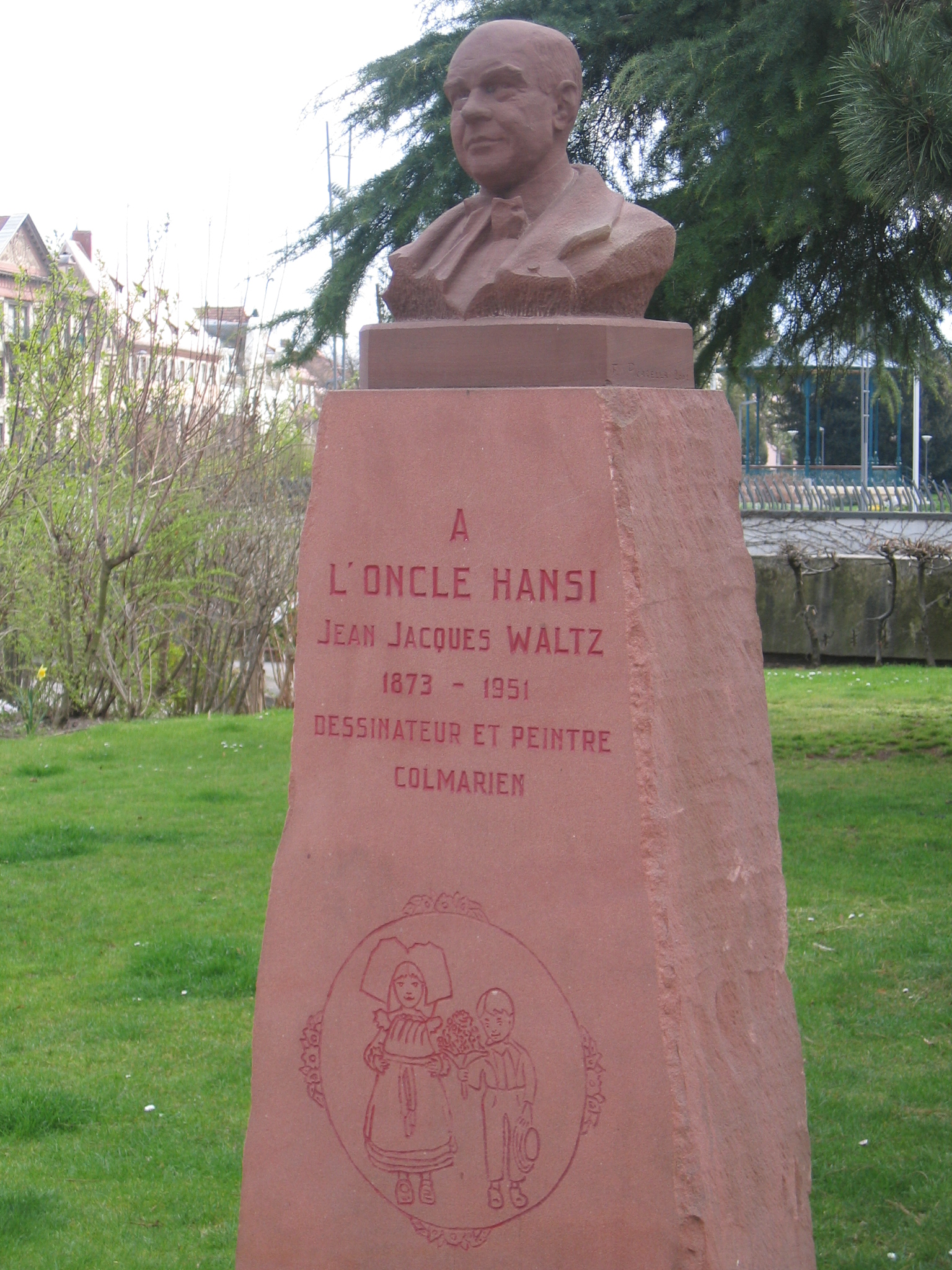
アンシの像

アンシ（フランス語: Hansi, 1873年2月23日 - 1951年6月10日）は、フランスの絵本作家・画家。オンクル・アンシ（フランス語: Oncle Hansi、アンシおじさん）とも。アンシはペンネームで、本名ジャン＝ジャック・ヴァルツ（Jean‐Jacques Waltz）。
コルマールに生まれ、第二次世界大戦中にその反動的な活動からゲシュタポに睨まれ、スイスに亡命した。画家としては、多数の水彩画とエッチングを描いた。主に、第一次世界大戦の前後に描いた、アルザスをモチーフにした数冊の絵本で知られる。極端な反ドイツ・フランス愛国主義を作品に反映させた。

## 代表作
- クナチュケ教授（Der Professor Knatschke）、1908年
- アルザスの歴史（L' Histoire d' Alsace）、1912年
- トリコロールの楽園（Le Paradis Tricolore）、1918年

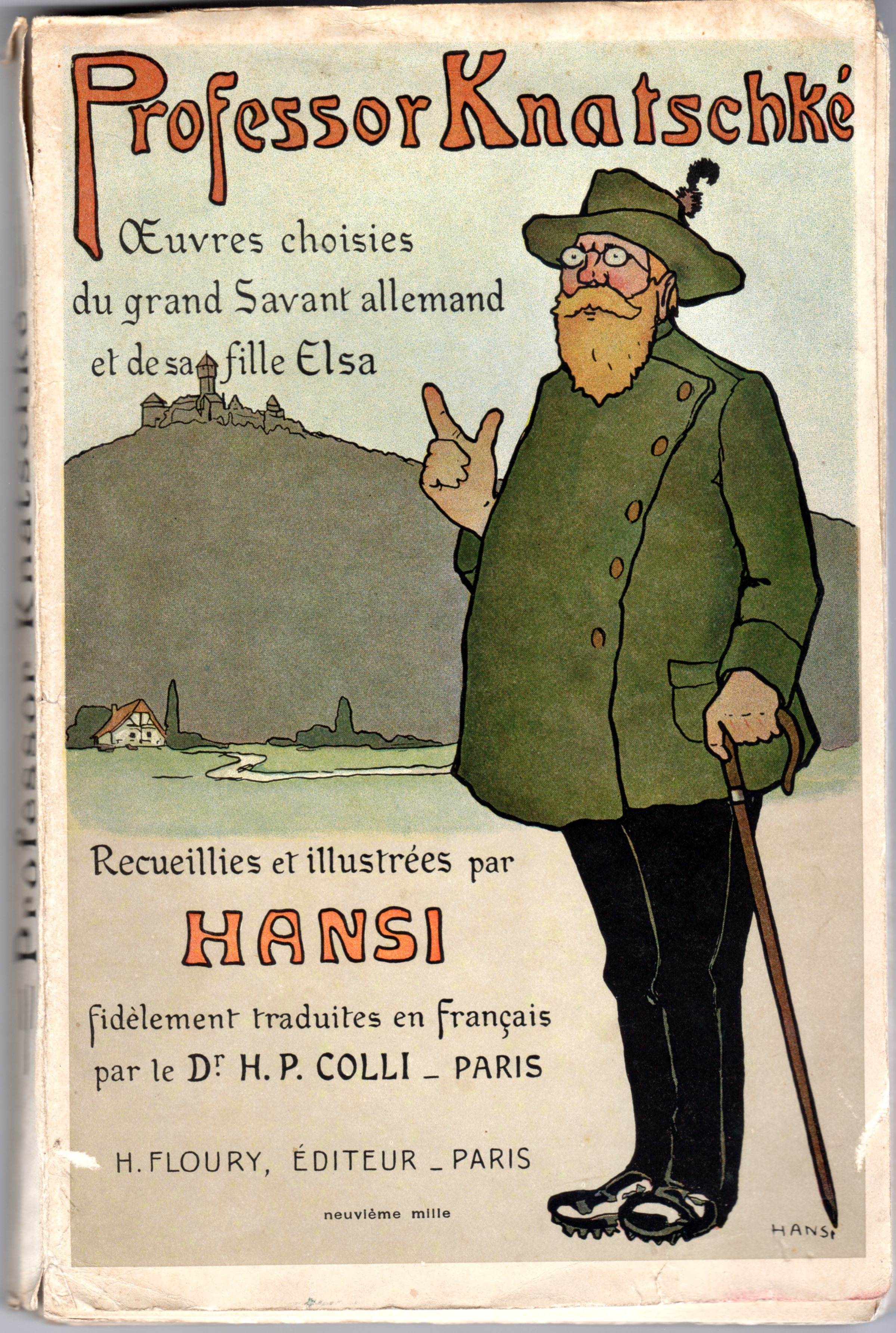
クナチュケ教授
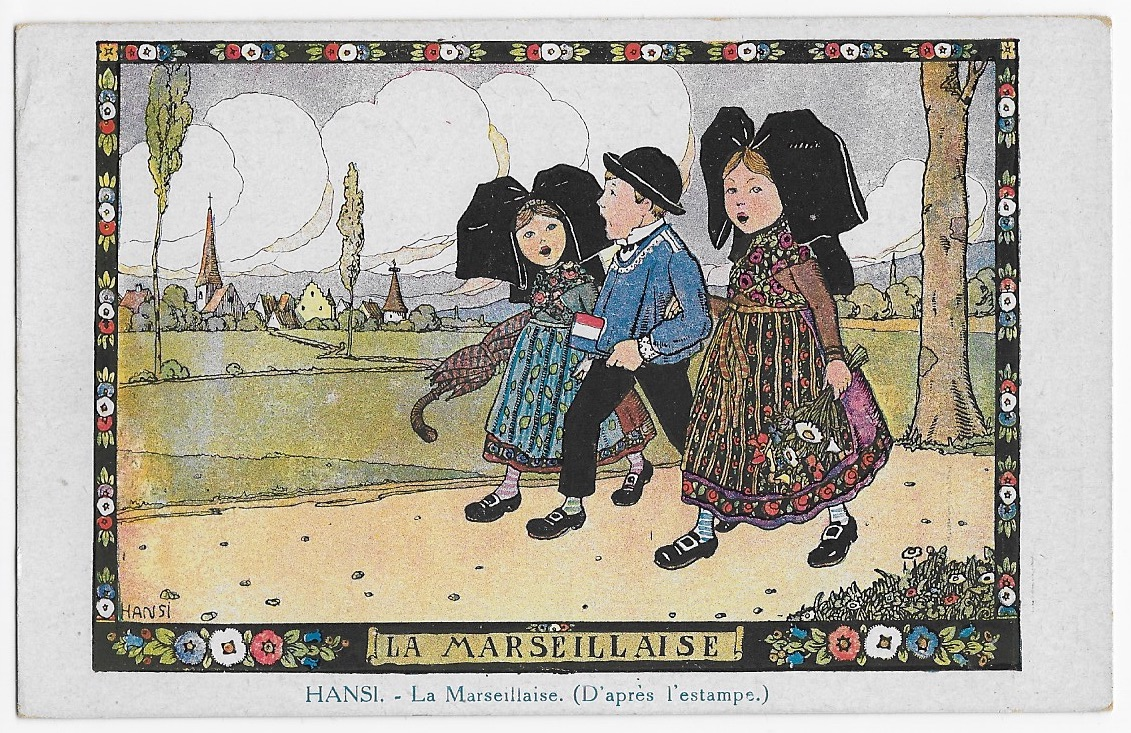
"La Marseillaise"